# Ковельський ґебіт
Ко́вельський ґебі́т (нім. Kreisgebiet Kowel «Ковельська округа») — адміністративно-територіальна одиниця генеральної округи Волинь-Поділля Райхскомісаріату Україна з центром у Ковелі, яка існувала протягом німецької окупації Української РСР.

## Історія
Округу (ґебі́т) утворено 1 вересня 1941 опівдні на території міста Ковеля та Голобського, Ковельського, Маневицького, Мацеївського, Ратнівського, Седлищенського, Заболоттівського і Турійського районів тодішньої Волинської області.
Станом на 1 вересня 1943 Ковельський ґебіт поділявся на 9 німецьких районів: район Голоби (нім. Rayon Goloby), район Заболоття (нім. Rayon Sablotje), міський район Ковель (нім. Rayon Kowel-Stadt), сільський район Ковель (нім. Rayon Kowel-Land), район Маціїв (нім. Rayon Mazejewo), район Маневичі (нім. Rayon Manewitschi), район Ратне (нім. Rayon Ratno), район Седлище (нім. Rayon Sedlischtsche) і район Турійськ (нім. Rayon Turisk).
У Ковелі виходив щотижневик «Ковельські вісті», який був органом Ковельського гебітскомісаріату. Відомі випуски з 21 лютого 1942 по лютий 1944 рік. Його редакторами були послідовно О. Муравський (у 1942 році), В. Бачинський (1942–1943 рр.), Леонід Лісовський (1943 р.), Є. Скрипнюк (1944 р.). У 1941 році видавалося «Ковельське слово», редактором якого був Федір Дудко.
6 липня 1944 року в ході битви за Ковель адміністративний центр округи зайняли радянські війська.